# Nikolai Orlow (Ringer)
Nikolai Orlow (russisch Николай Орлов; † 20. Jahrhundert) war ein russischer Ringer und Olympiamedaillengewinner.
Orlow gewann bei den Olympischen Spielen 1908 in London die Silbermedaille im griechisch-römischen Stil im Leichtgewicht (bis 66,6 kg). Auf dem Weg ins Finale besiegte er im Viertelfinale den Ungarn Ödön Radvány und im Halbfinale den Finnen Arvo Lindén. Im Finale unterlag er dem ca. 7 kg leichteren Italiener Enrico Porro nach Punkten.

## Weblink
- Nikolai Orlow in der Datenbank von Olympedia.org (englisch)

| Personendaten    | Personendaten     |
| ---------------- | ----------------- |
| NAME             | Orlow, Nikolai    |
| ALTERNATIVNAMEN  | Орлов, Николай    |
| KURZBESCHREIBUNG | russischer Ringer |
| GEBURTSDATUM     | 19. Jahrhundert   |
| STERBEDATUM      | 20. Jahrhundert   |